# Shigeru Nakahara
Pour les articles homonymes, voir Nakahara.
Shigeru Nakahara (中原 茂, Nakahara Shigeru), né le 22 janvier 1961 dans la préfecture de Kanagawa, est un seiyū.

## Rôles
- Dragon Ball Super : C-17
- Dragon Ball Z Kai : C-17
- Dragon Ball GT : C-17
- Dragon Ball Z : C-17
- Gundam Wing : Trowa Barton
- Saint Seiya Omega : Kiki et Sho
- Saint Seiya : Steel Saint Sho, God Warrior Alberich, Pégase Noir, Paon Shiva